# Plaça Carlo Felice
La plaça Carlo Felice (en italià : Piazza Carlo Felice), és una gran plaça situada enfront de l'estació de Torí-Porta-Nuova a Torí a Itàlia.

## Història
La plaça Carlo Felice està situada enfront de l'estació central de Torí. Dues grans artèries desemboquen en aquesta plaça, la Via Roma i el Corso Vittorio Emanuele II.
La plaça va ser realitzada l'any 1861 pel paisatgista francès Jean-Pierre Barillet-Deschamps. La plaça va rebre el nom Carlo Felice en honor de Carles Félix I de Savoia (Carlo Felice di Savoia), anomenat « el ben estimat », nascut a Torí el 6 d'abril de 1765 i mort a la mateixa ciutat el 27 d'abril de 1831, duc de Savoia, rei de Sardenya de 1821 a 1831, i titular dels títols de rei de Xipre i rei de Jerusalem.

## Descripció
Al centre de la plaça es troba el jardí Sambuy, un terreny clos i organitzat sobre un pla regular, posat en moviment amb les ondulacions del terreny i amb una cruïlla de camins empedrats de pòrfir travessant-lo en diagonal, oferint diferents punts de vista. El jardí central és adornat de plantes rares i per estàtues dedicades a Edmondo De Amicis, a Massimo de Azeglio i Ernesto Sambuy. Sempre al jardí, es troba un rellotge floral, un regal de la ciutat de Ginebra.
La plaça Carlo-Felice està comunicada per la parada de metro Porta Nuova.

## Esdeveniment

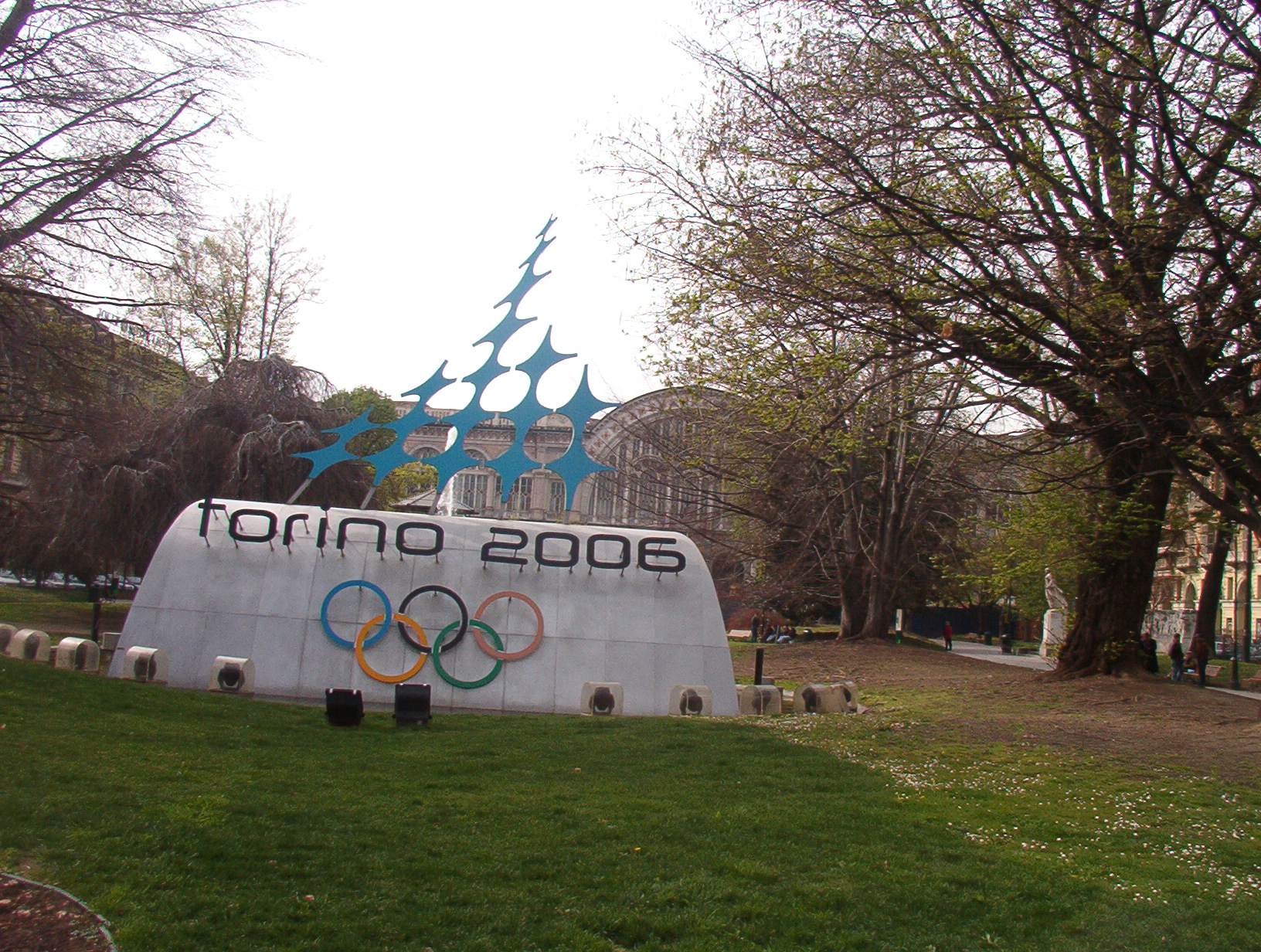
Vista de la plaça Carlo Felice honrant els Jocs Olímpics d'Hivern de 2006.

El 27 d'agost de 1950, l'escriptor Cesare Pavese es va suïcidar a la seva cambra de l'hotel Roma que donava a la plaça Carlo Felice.